# Deirdre Cartwright
Deirdre Cartwright (Londen, 27 juli 1956) is een Britse jazzgitariste van de fusionjazz.

## Biografie
Cartwright leerde als kind piano spelen, maar is autodidact op de gitaar. Sinds 1973 speelde ze in haar geboorteplaats in verschillende jazzcombo's, maar ook in bigbands. In 1981 formeerde ze met Ruthie Smith en verdere muzikanten The Guest Stars, een vrouwelijke fusionband. In de televisieopleiding Rockschool van de BBC was ze als gitaarspecialiste aangetrokken en schreef ze ook lesmateriaal voor de serie, die twee miljoen toeschouwers haalde in het Verenigd Koninkrijk en ook in andere landen werd uitgezonden.
In 1984 was ze met de Guest Stars op tournee in de Verenigde Staten en vervolgens ook in andere landen. De band bracht drie albums uit en vooral het eerste was succesvol. Na de ontbinding van de band in 1988 werkte Cartwright met muzikanten als Ian Shaw, Carol Grimes, Annie Whitehead (Vortex Foundation Big Band) en Tal Farlow. In 1992 formeerde ze haar eigen kwintet (Deirdre Cartwright Group), waartoe naast haar beide Guest Star-collega's Alison Rayner (bas) en Louise Elliott (saxofoon) de percussionisten Chris Baron en Gary Hammond behoorden, met wie ze meermaals op tournee ging en eigen albums uitbracht met eigen composities. In 1998 was ze onderweg met de toetseniste Janette Mason, Alison Rayner en Carola Grey.
Verder speelde Cartwright met de Electric Landladies, Sisters in Jazz, de Giant Steppes en Marjorie Whylie, leidde in Londen het eigen jazzclub Blow the Fuse (met Alison Rayner), benoemd naar een band, die ze eind jaren 1980 had met Rayner en trad ook op de voorgrond als radiopresentatrice in het programma Jazz Notes van BBC Radio 3.

## Discografie
- 1985: The Guest Stars
- 1986: Out at Night
- 1987: Live in Berlin
- 1994: Debut
- 1996: Play
- 2002: Precious Things
- 2005: Dr Quantum Leaps
- 2008: Tune Up Turn On Stretch Out